# Ammophila bechuana
Ammophila bechuana är en biart som först beskrevs av Rowland Edwards Turner 1929.
Ammophila bechuana ingår i släktet Ammophila och familjen grävsteklar. Inga underarter finns listade i Catalogue of Life.